# Keolis Seine Val-de-Marne
Keolis Seine Val-de-Marne est une entreprise de transports de voyageurs appartenant au groupe Keolis. Elle est basée à Morangis dans le département de l'Essonne, en région Île-de-France. L'entreprise exploite des lignes régulières desservant le département de l'Essonne et du Val-de-Marne. L'entreprise se nommait Athis Cars à ses débuts.

## Histoire
Depuis le 2 septembre 2013, les lignes Licorne et Bord de l'Eau ont vu leur itinéraire modifié pour desservir le quartier de Parc de Seine à Villeneuve-le-Roi. L'offre est également améliorée afin de mieux desservir la gare de Villeneuve-le-Roi.
Le 2 mars 2015, la ligne 9 est prolongée jusqu'au centre commercial de Vitry-sur-Seine afin de mieux desservir la zone industrielle et commerciale des Ardoines située dans la même commune. Son offre de service est également renforcée aux heures de pointe avec un passage toutes les vingt minutes et voit la création d'un service aux heures creuses à raison d'un bus par heure.
À compter du 31 août 2015, la ligne 3 voit deux courses du matin et soir doublées afin de résorber la forte fréquentation de la ligne entre la gare de Choisy-le-Roi et le lycée d'Athis-Mons. De plus, la ligne 8 est restructurée avec la création d'une offre aux heures creuses en semaine et le week-end. Elle voit également l'extension de son amplitude horaire qui fonctionne dorénavant entre 5 h 30 et 21 h 40 et un renforcement de ses fréquences aux heures de pointe à raison d'un bus toutes les vingt minutes. Par ailleurs, la ligne Bord de l'Eau voit son itinéraire étendu afin de mieux desservir la commune de Villeneuve-le-Roi, en particulier les quartiers du Bord de Seine, et d'offrir une correspondance avec la ligne 8. Sa fréquence aux heures de pointe est cadencée avec un départ tous les quarts d'heure, la création d'un service aux heures creuses avec un bus toutes les demi-heures et d'un prolongement de son amplitude de service entre 5 h 10 et 22 h 20 afin d'offrir une connexion avec la ligne 8 du premier départ et du dernier retour vers l'aéroport d'Orly.
Le 1er janvier 2017, la ligne 6 est supprimée[réf. nécessaire].
Le 1er janvier 2021, le réseau de bus Bord de l'Eau devient le réseau de bus de Seine Grand Orly. Les six lignes 2, 3, 8, 9, 10 et Licorne de l'ancien réseau sont à présent exploités par la nouvelle filiale Keolis Ouest Val-de-Marne, désignée par le conseil d'administration d'Île-de-France Mobilités à la suite de l'appel d'offre pour la délégation de service public numéro 22. La ligne 191.100 est alors reprise par la nouvelle filiale Keolis Orly Rungis puis est reprise par Keolis Val d'Yerres Val de Seine le 1er août 2022 dans le cadre du réseau de bus Val d'Yerres Val de Seine.
Le 1er août 2023, l’exploitant perd l’exploitation commune du réseau Orgebus au profil de Transdev Cœur Essonne. L’exploitant Keolis Meyer récupère le dépôt de bus de Bretigny sur Orge, les anciens dépôts de Montlhery et Avrainville étant repris par le réseau Cœur d'Essonne.
Le 1er janvier 2024, l'entreprise perd la ligne N144 du Noctilien, reprise par Transports intercommunaux Seine Sénart Essonne (TISSE) dans le cadre de l'ouverture à la concurrence des transports en commun en Île-de-France.

L'entreprise prendra fin d'ici 2025 pour l'ouverture à la concurrence des transports franciliens et confiera son dépôt à la RATP et deviendra un site de Massy. Les lignes affrétées RATP rejoindront le dépôt de Thiais.

## Lignes de bus
La société affrète cinq lignes pour le compte de la RATP :
- la ligne 485 qui relie Athis-Mons — Delalande - Pasteur à Athis-Mons — Noyer-Renard ;
- la ligne 486 qui relie Athis-Mons — Porte de l'Essonne à la gare de Juvisy ;
- la ligne 487 qui relie Athis-Mons — Porte de l'Essonne à la gare de Juvisy ;
- la ligne 488 qui relie Athis-Mons — Place Henri Deudon à la gare de Juvisy ;
- la ligne 492 qui relie Chilly-Mazarin — Place de la Libération à Savigny-sur-Orge — Prés Saint-Martin.

## Exploitation

### Entreprise exploitante
L'entreprise est filiale du groupe Keolis. Le siège social de la société est officiellement situé à Saint-Denis bien qu'en dehors du périmètre où opère l'entreprise.

### Dépôts
Les véhicules ont leur centre-bus au no 4 rue Gustave-Eiffel à Morangis ainsi que place du Maréchal-Joffre à Juvisy-sur-Orge. L'ancien dépôt d'Athis-Mons a fermé le 1er janvier 2021. Il existe également un dépôt à Brétigny-sur-Orge pour l’exploitation du réseau Orgebus ; celui-ci est repris par Transdev dans le cadre de la création du réseau de bus Cœur d'Essonne le 1er août 2023. En ce qui concerne le dépôt de Brétigny, il est repris par Keolis Meyer à cette même date. 
Les dépôts ont également pour mission d'assurer l'entretien préventif et curatif du matériel. L'entretien curatif ou correctif a lieu quand une panne ou un dysfonctionnement est signalé par un machiniste.

## Parc de véhicules
L'état du parc est présenté dans les tableaux ci-dessous.

### Autocars
| Constructeur        | Modèle            | Nombre | Numéros de parc                           | Période de mise en service           | Affectations         | Observations                           |
| ------------------- | ----------------- | ------ | ----------------------------------------- | ------------------------------------ | -------------------- | -------------------------------------- |
| Irisbus             | Ares              | 2      | 824 ; 826                                 | septembre 2005                       | Réserve              | Série en cours de réforme              |
| Irisbus             | Axer              | 1      | 784                                       | décembre 2006                        | Scolaire             | Série en cours de réforme              |
| Irisbus / Iveco Bus | Crossway          | 6      | 799 ; 830-833 ; 837                       | Entre août 2008 et juillet 2017      | Scolaire             | —                                      |
| Irisbus             | Evadys H          | 1      | 785                                       | Novembre 2007                        | Tourisme             | —                                      |
| Mercedes-Benz       | Integro           | 12     | 801-811 ; 842                             | Entre novembre 2009 et novembre 2010 | Noctilien ; Scolaire | 842 : ex-Keolis CIF                    |
| Mercedes-Benz       | Intouro           | 16     | 715 ; 730 ; 786 ; 788-792 ; 834 ; 843-849 | Entre juillet 2009 et février 2020   | Noctilien ; Scolaire | 715 : ex-Keolis Meyer depuis août 2018 |
| Setra               | S 415 UL          | 1      | 785                                       | avril 2008                           | -                    | Ex-Transdev CEAT depuis mars 2020      |
| Setra               | S 415 LE Business | 1      | 7500                                      | juin 2018                            | -                    | —                                      |

### Bus standards
| Constructeur  | Modèle          | Nombre | Numéros de parc                                              | Période de mise en service          | Affectations                          | Observations |
| ------------- | --------------- | ------ | ------------------------------------------------------------ | ----------------------------------- | ------------------------------------- | --- |
| Mercedes-Benz | Citaro C2       | 12     | 607-609 ; 612-615 ; 648 ; 709 ; 710 ; 7001-7002              | Entre juillet 2014 et novembre 2017 | 485 486 488 492                       | — |
| Mercedes-Benz | Citaro Facelift | 27     | 625-634 ; 636-639 ; 649 ; 662-663 ; 665-669 ; 705-708 ; 9383 | Entre novembre 2008 et octobre 2013 | 485 486 488 492 et Substitutions SNCF | 9383 : ex-Keolis Meyer n°649 depuis 2019                                                                                                   |
| Mercedes-Benz | Citaro LE Ü     | 3      | 754-755 ; 761                                                | Entre juin 2007 et février 2013     | -                                     | — |
| MAN           | Lion's City     | 3      | 773-775                                                      | Octobre 2006                        | Substitutions SNCF                    | Ex-Albibus |
| Setra         | S 415 NF        | 7      | 694-697 ; 776-778                                            | Décembre 2006 et novembre 2008      | Substitution SNCF                     | 694-697 : ex-STIVO n°991, 988, 987 et 984 depuis 2015, 776 : ex-Keolis Meyer n°627 depuis 2019 et 777-778 : ex-Keolis Yvelines depuis 2019 |

### Midibus
| Constructeur | Modèle   | Nombre | Numéros de parc | Période de mise en service | Affectations | Observations                               |
| ------------ | -------- | ------ | --------------- | -------------------------- | ------------ | ------------------------------------------ |
| Heuliez Bus  | GX 127 L | 8      | 640-647         | novembre 2013              | 487          | 683-685 : ex-Keolis Versailles depuis 2019 |

## Galerie de photographies

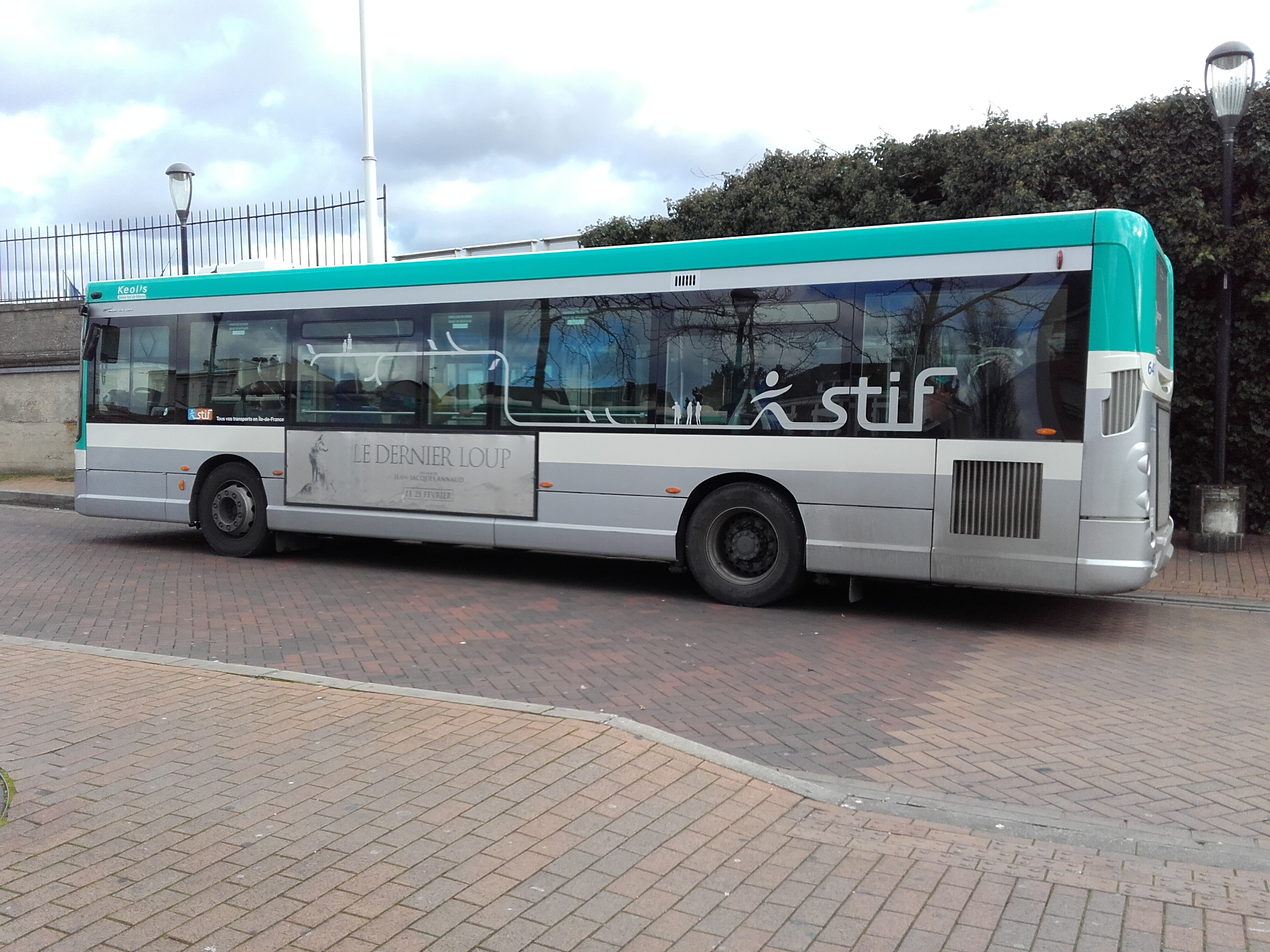
Le GX 127 no 641 en gare de Juvisy-sur-Orge.
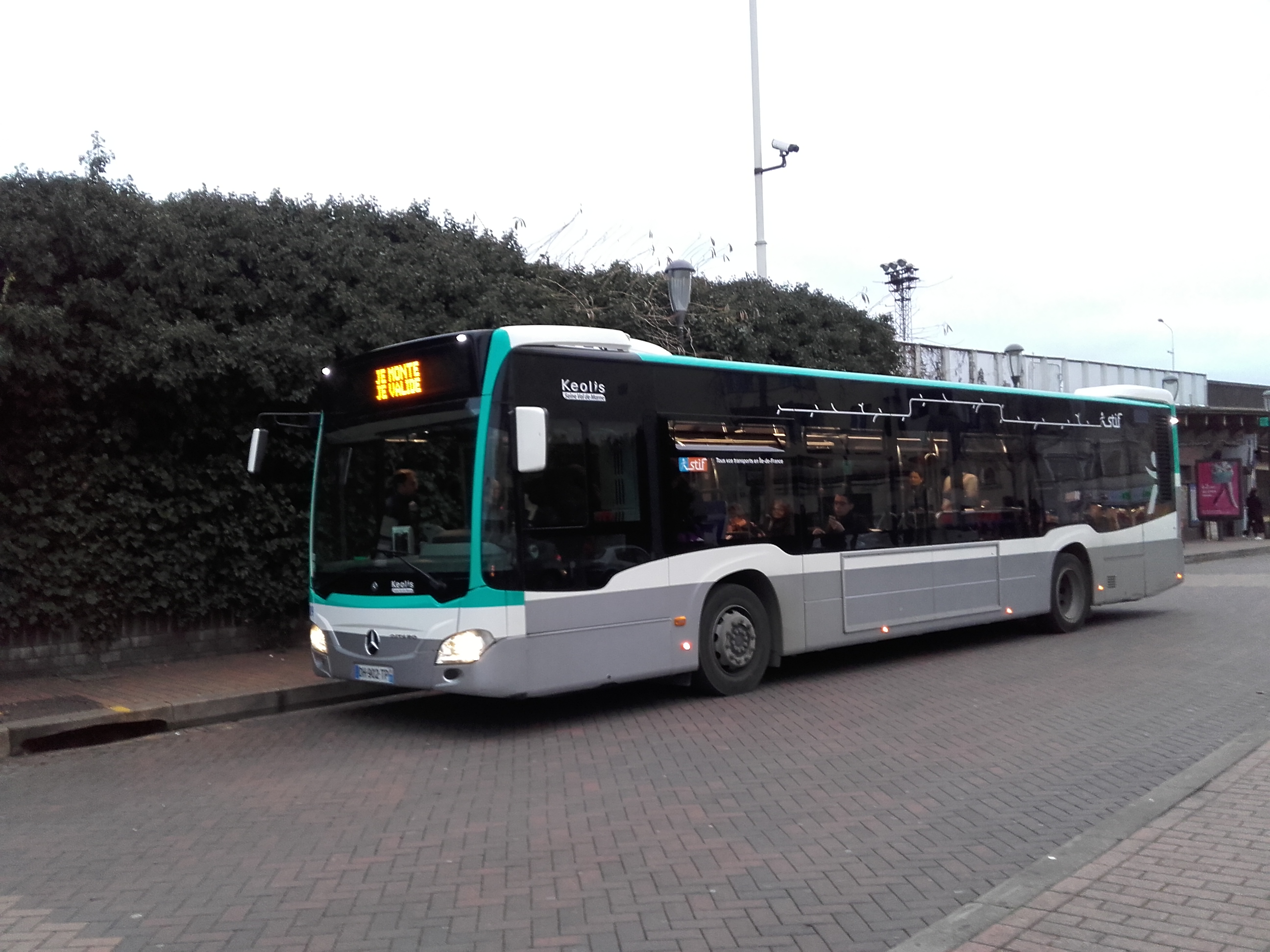
Le Citaro C2 no 609 en gare de Juvisy-sur-Orge.
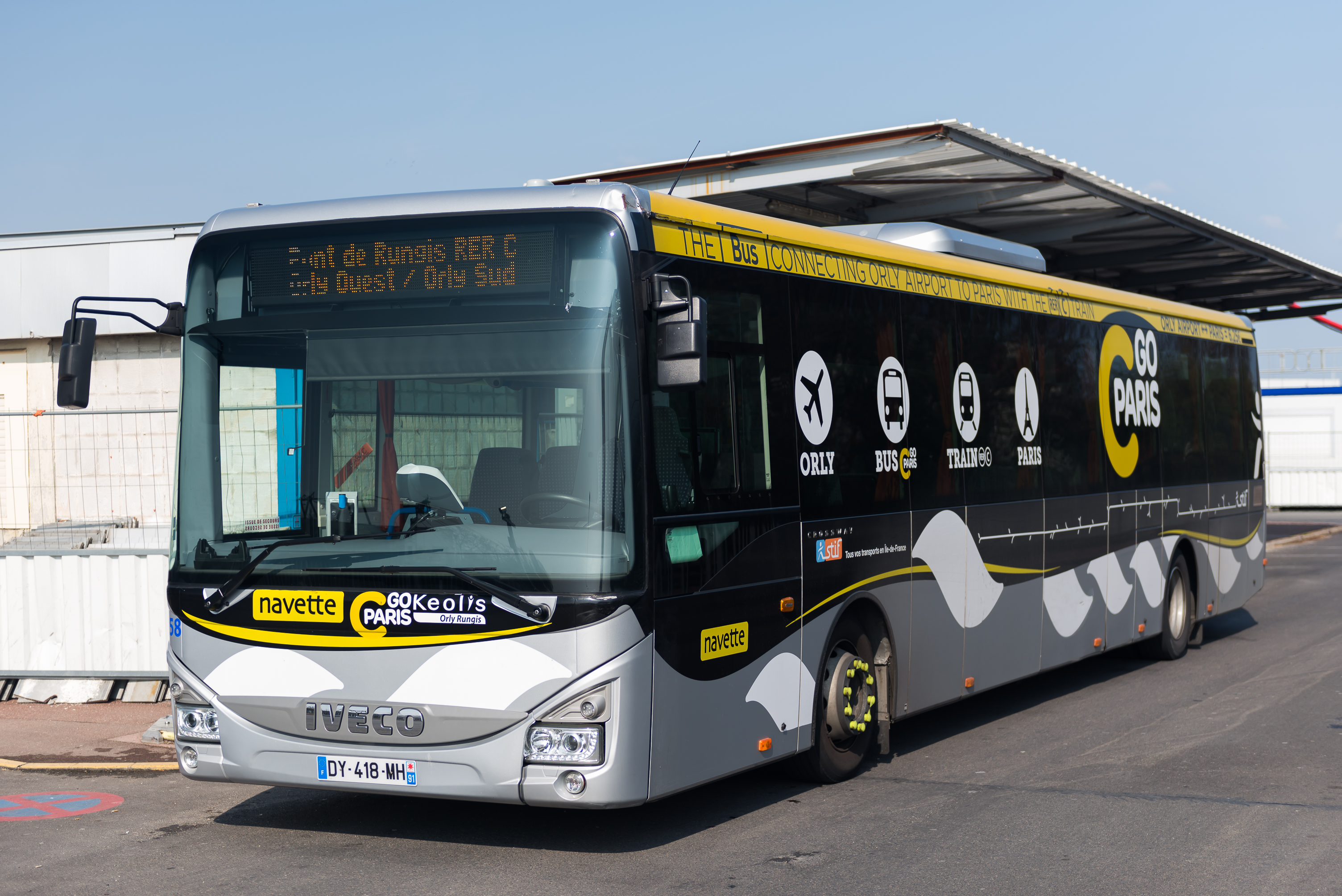
Le Crossway LE no 258 sur l'ancienne ligne GO C Paris à la gare Pont de Rungis

## Identité visuelle

Logo de Athis Cars jusqu'en 2014
Logo de Keolis Seine Val-de-Marne de 2014 à 2017
Logo de Keolis Orly Rungis jusqu'en 2017
Logo du réseau de bus Orgebus
Logo de Keolis Seine Val-de-Marne depuis 2017